# Serguéi Kocheriguin
Serguéi Aleksándrovich Kocheriguin (Сергей Александрович Кочеригин, Sevastopol, 1893-1958) fue un ingeniero aeronáutico soviético.

## Biografía
Kocheriguin perdió a sus padres en su infancia temprana y se crio en un orfanato. Una beca le permitió asistir a la escuela media. En 1912 comenzó a estudiar en el Instituto de Tecnología de Petersburgo. Durante este período trabajó como cerrajero, fogonero, maquinista auxiliar, diseñador y profesor privado. En 1914 comenzó a trabajar como dibujante en el astillero del Báltico. Durante la Primera Guerra Mundial fue enviado a Francia como ingeniero para el examen de las armas y equipo francés adquirido por el Imperio ruso. En el frente durante algún tiempo, estudió cursos teóricos de aviación naval, participando en el diseño de hidroaviones. Tras la revolución de octubre, en 1917, completó sus estudios de aviación naval en el Instituto Politécnico de Petrogrado, convirtiéndose en piloto militar. Trabajó en el despacho de diseño de la Oficina Marítima, y más tarde como instructor en la Escuela de Aviación Naval. En 1920 fue piloto probador del hidroavión Engels III. Tras la guerra civil, en 1921, continuó sus estudios en la Academia de la Fuerza Aérea N. Y. Zhúkovski. Trabajó asimismo en este periodo como mecánico de aviones y diseñador en la fábrica n.º 2, como parte de OSOAVIAJIM.
En 1926 comenzó a trabajar en el despacho de diseño de Nikolái Polikárpov, quedando a la cabeza de su Oficina de Diseño tras su arresto en 1929. La Oficina de diseño fue trasladada a la Fábrica Menzhinski de Moscú. En 1932 fue designado jefe del departamento de aviones de reconocimiento, desarrollando varios modelos de avión, de los cuales el más exitoso fue el caza biplaza DI-6 (diseñado con Vladímir Yatsenko), del que se construyeron alrededor de 200. En 1933 fue puesto al mando del equipo de diseñadores del TsKB. Entre 1936 y 1938 fue responsable de la producción en serie del avión de reconocimiento y bombardero usamericano Vultee V-11, construido en la Unión Soviética como BSh-1 y la versión de pasajeros PS-43. En 1942 se decidió disolver la Oficina de Diseños Experimentales de Kocheriguin, y él paso a ocupar el cargo de editor en jefe de la Oficina de Publicaciones Científicas y Técnicas de Nuevas Tecnologías del Comisariado del Pueblo para la Industria Aeronáutica de la URSS.

## Diseños de aeronaves

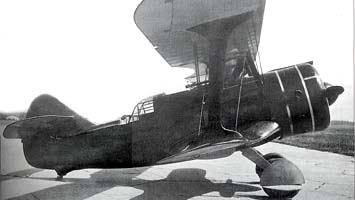
El DI-6, el modelo más exitoso de los desarrollados por Kocheriguin.

La oficina de diseño Kocherigin desarrolló una veintena de diseños, de los cuales existieron como prototipos o fueron producidos en serie los siguientes:
- MU-2 o U-2M, hidroavión variante del avión multifunción U-2 (1931), no producido en serie.
- Kocheriguin TSh-3 o TsKB-4, avión de ataque a tierra biplaza de un solo motor (1933), no producido en serie.
- LR, avión de reconocimiento, adaptación del R-5 (1934), no producido en serie.
- DI-6 (TsKB-11), avión de combate biplaza de un solo motor (1935), producido en serie.
- SR (TsKB-27), diseño de avión de reconocimiento, del que se producirían tres piezas, modificado por Iósif Neman para crear el JAI-5.[1]
- R-9 (Sh, LBSh), avión de combate de un solo motor, probado con diferentes motores (1936), no producido en serie.
- OPB, bombardero en picado monoplaza de un solo motor (1941), no producido en serie.